# Друзья рукоделия
Друзья рукоделия (Друзья ручного труда, Друзья-ремесленники, швед. Handarbetets vänner, полное название Föreningen Handarbetets vänner, сокр. HV) — ассоциация, созданная с целью продвижения шведского текстильного ремесла, а также предоставления женщинам возможности самостоятельно зарабатывать на жизнь. Находится в Стокгольме.
С самого начала педагогическая миссия ассоциации существовала параллельно с занятостью женщин. В настоящее время «Друзья рукоделия» — это центр обучения, разработки, производства и экспериментов в области современного текстиля и дизайна, сохраняющий национальные навыки ремесла, чтобы соответствовать новым художественным и формальным проявлениям.

## История
Ассоциация была основана в 1874 году шведской феминисткой и участнице движения за права женщин Софи Адлерспаре вместе с Ханной Тенгелин-Винге и Молли Ротлиб. Ханна Тенгелин-Винге стала первым художественным руководителем ассоциации и была ведущей силой организации в течение нескольких лет.
Ассоциация «Друзья рукоделия» открыло студию выкройки и распределяло текстильные задания на выполнение ткацких работ. В 1915 году ассоциация получила финансирование от шведского государства, чтобы впервые дать образование и вести обучение текстильному ремеслу. В 1924 году здесь началась подготовка учителей ткачества. Между 1934 и 1964 годами ассоциация владела образовательным центром Sätergläntan. С 1964 года друзья «Друзья рукоделия» обучают консультантов в области национальных ремёсел.
Во время руководства ассоциацией Агнес Брантинг шведские художницы много экспериментировали с большими ткаными обоями. После вступления в эту должность Карин Вестберг в 1910 году, здесь была создана технология ткачества под названием HV-teknik — упрощенная техника изготовления гобеленов на обычных ткацких станках. С 1931 года, под руководством Греты Ган, в «Друзьях рукоделия» всё больше внимания уделялось изготовлению церковного текстиля. Это привело к сотрудничеству со студией Licium, которая в 1952 году стала дочерней структурой ассоциации.
Ассоциация «Друзья рукоделия» имеет собственную художественную галерею в Стокгольме, расположенную в Юргордене, где она представляет текстильное искусство.